# Église Saint-Louis de Bondy
Pour les articles homonymes, voir Saint-Louis et Église Saint-Louis.
L'église Saint-Louis située 13, rue Étienne-Dolet à Bondy dans le département de la Seine-Saint-Denis en région Île-de-France est une église affectée au culte catholique. Elle est dédiée à saint Louis, roi de France.

## Architecture
Construite en briques dans les années 1930, en style néogothique, elle se présente sous la forme d'un petit bâtiment à une seule nef. La façade avec un petit clocher-mur est barrée d'une grande croix métallique. Un vitrail prend l'espace du tympan du portail.